# Canchy (Somme)
Canchy település Franciaországban, Somme megyében. Lakosainak száma 346 fő (2022. január 1.). Canchy Crécy-en-Ponthieu, Agenvillers, Domvast, Forest-l’Abbaye, Lamotte-Buleux és Neuilly-l’Hôpital községekkel határos.

## Népesség
A település népességének változása:
| Lakosok száma | 317  | 323  | 328  | 322  | 326  | 330  | 334  | 338  | 346  |
|               | 2013 | 2015 | 2016 | 2017 | 2018 | 2019 | 2020 | 2021 | 2022 |